# Tragiscoschema
Tragiscoschema es un género de escarabajos longicornios de la tribu Tragocephalini.

## Especies
- Tragiscoschema amabile (Perroud, 1855)
- Tragiscoschema bertolonii (Thomson, 1857)
- Tragiscoschema cor-flavum Fiedler, 1939
- Tragiscoschema elegantissimum Breuning, 1934
- Tragiscoschema holdhausi Itzinger, 1934
- Tragiscoschema inerme Aurivillius, 1908
- Tragiscoschema nigroscriptum (Fairmaire, 1897)